# Bartolomé Hurtado García
Bartolomé Hurtado García (Parla, Madrid, 4 de abril de 1620-26 de septiembre de 1698) fue un maestro de obras y arquitecto español. Llegó a ser arquitecto del rey Felipe IV y de su sucesor Carlos II. Cuando falleció Jerónimo de Ornedal, un decreto de doña Mariana de Austria, de 24 de agosto de 1667, le nombra aparejador mayor y primero de las Obras Reales a propuesta de Baltasar Barroso de Ribera, III marqués de Malpica.

## Biografía

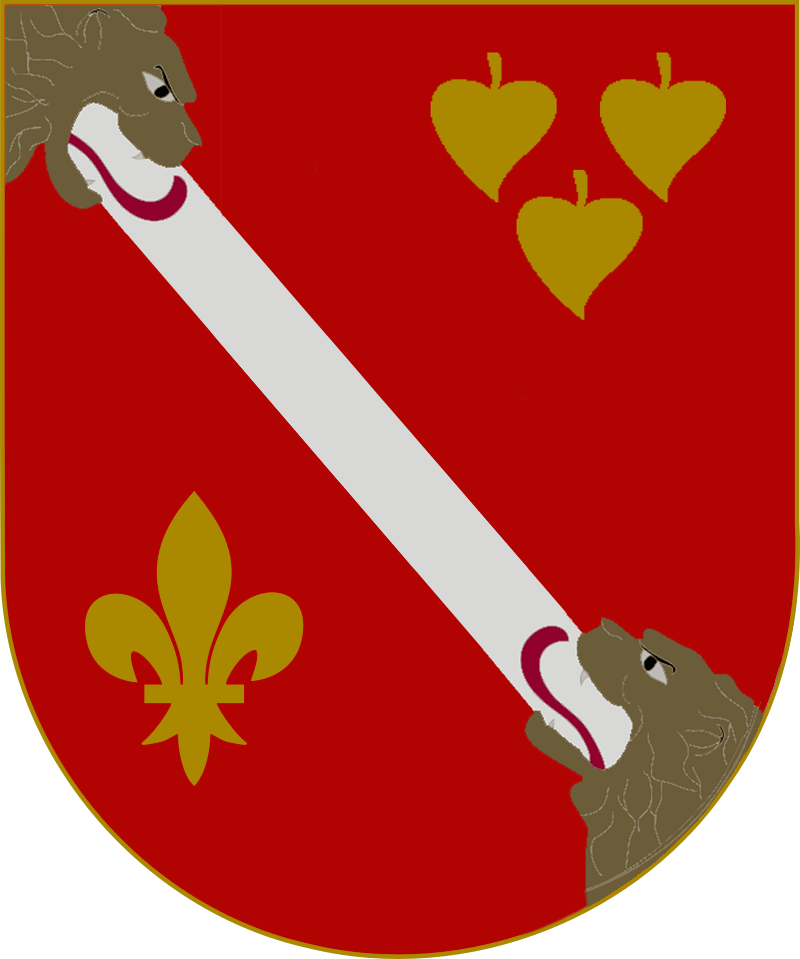
Escudo de Bartolomé Hurtado basado en el escudo situado en la ermita de Parla, y que también tuvo en su casa y algún que otro lugar relevante de algunas de sus obras.

Hijo de Bartolomé Hurtado Crespo y de María García de Cubas, natales de la villa de Parla. Entre sus hermanos se encontraban José Hurtado García mayor que el y con la misma profesión, y su hermana María Hurtado García que estaba casada con el también arquitecto Juan de Ledesma.  
En 1644 Bartolomé Hurtado se casó con María Beloso, hija del aparejador real Juan Beloso, y de su matrimonio nacerían sus hijos: María Antonia, Bartolomé, Juan, Josefa Francisca, Agustín, Ignacio, Josefa, Ana Gertrudis y Francisca Matea. Vivían en Madrid en la calle Felipe de Acuña, junto a la iglesia de San Ildefonso. También disponía de otras viviendas en Madrid, destaca el edificio en Gran Vía de San Francisco, 17 (el cual en 1991 se coloco una placa en este edificio en memoria del recuerdo de Bartolomé Hurtado). 

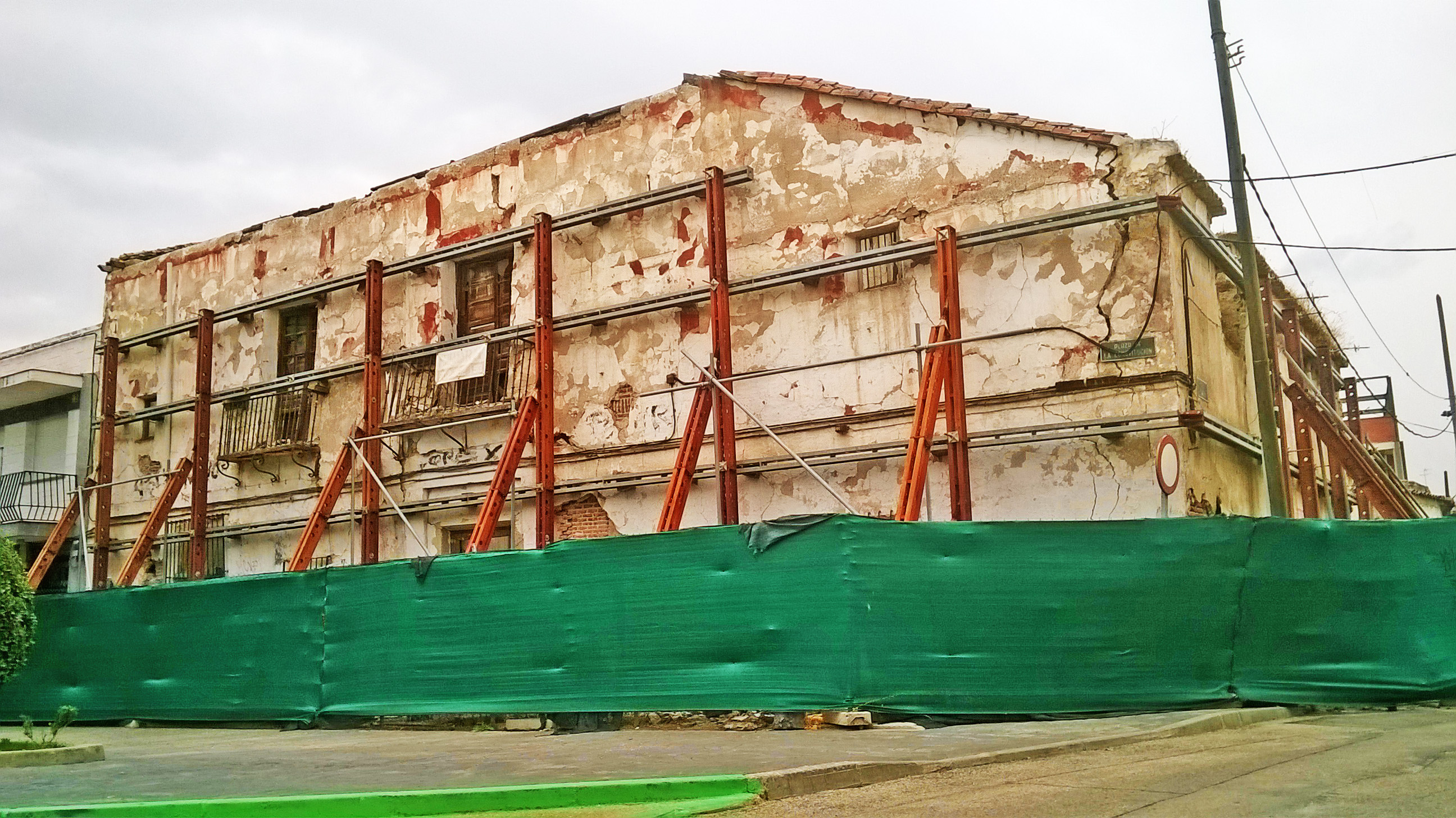
Casa grande Bartolomé Hurtado, en proyecto de restauración.

Además construyó su propia casa de recreo en Parla, aparte el marqués de Malpica señor de Parla Baltasar Barroso de Ribera, dono a Bartolomé Hurtado otra casa en Parla, que se ubicaba junto la casa de recreo que mediante unas obras formarían una sola, la cual era conocida como casa grande, ya que tenía unas grandes dimensiones, construida en un terreno de más de 930 m², la casa contaba con dos plantas y su fachada estaba realizada con ladrillo toledano y piedra, con detalles en granito alrededor de las ventanas y puerta, e integrando su escudo de armas a la alto, además contaba con un espacioso jardín, huerta con un estanque con noria para su regadío y corrales. En ella pasaba largas temporadas y sobre todo durante las Fiestas Patronales de septiembre. (Actualmente desde 2005 la casa está bajo proyecto para rehabilitarla y en 2015 se acordó cuando sea restaurada darle un uso histórico cultural, convirtiéndola en el Museo Casa Grande Bartolomé Hurtado de la villa de Parla, la cual contara la historia del arquitecto y del municipio Parleño, además de crear en el espacio donde se ubicaba el patio y el corral, un escenario recreando una corrala teatral de época).

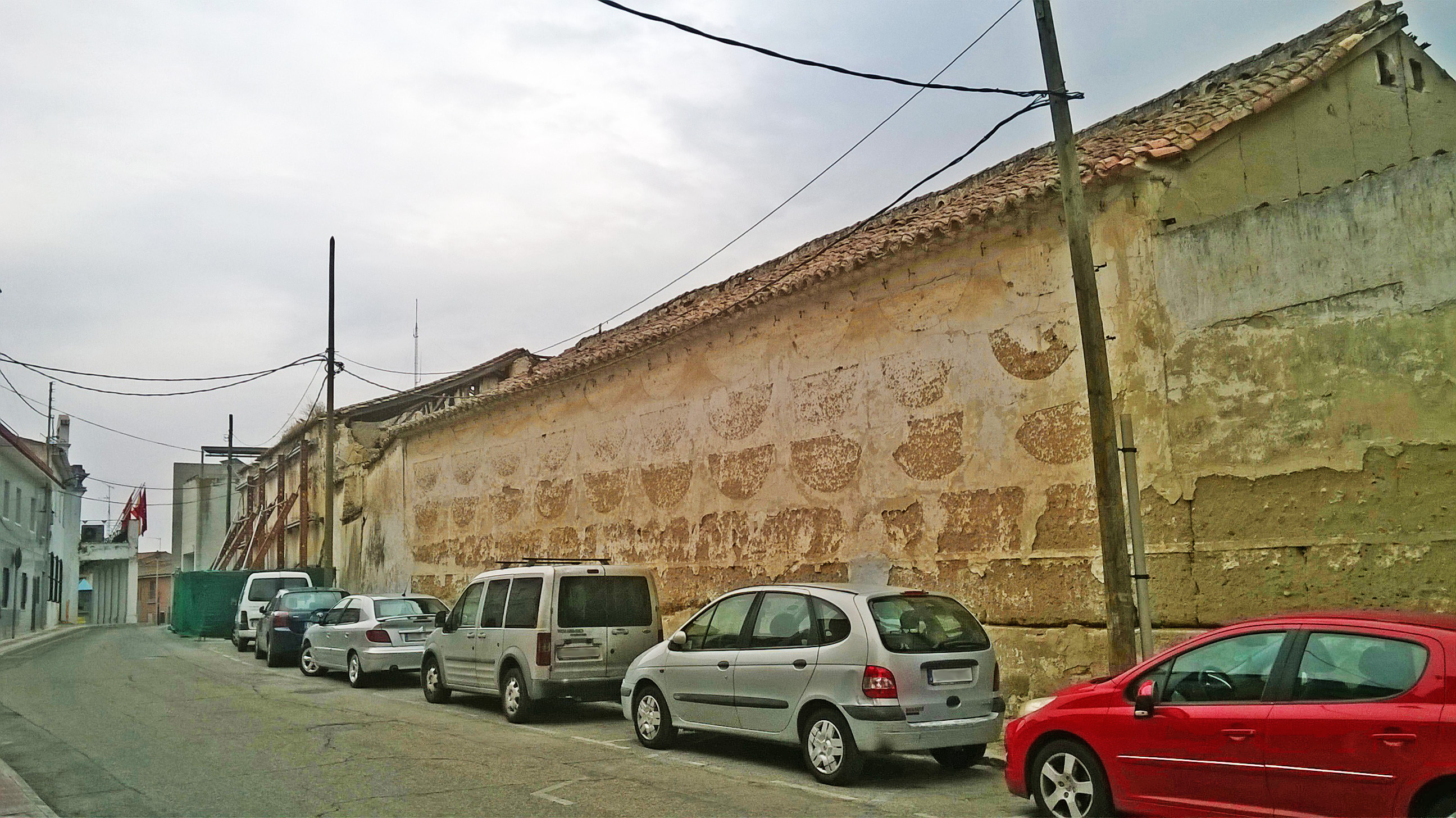
Casa grande Bartolomé Hurtado, en el lateral estaba la zona del corral donde se ubicaba la huerta jardín.

Elegido alarife de la villa en el año 1657 y en 1661 se le nombró "aparejador real", al siguiente año en 1662 fue nombrado "maestro mayor de obras" de la casa de la villa. Su mayor reconocimiento llegó el 9 de agosto de 1667 cuando recibió el título de "aparejador mayor y primero de obras reales". En ese momento, su actividad, se tornó aún más considerable, interviniendo en el trazado, construcción, reparación o tasación de múltiples obras cortesanas, desde casas para familias de la nobleza, espacios eclesiásticos, arquitectura civil municipal, palacios y Sitios Reales, como en El Pardo o en el Alcázar de Madrid.
El año 1663 redactó su  primer testamento, el cual incluía una mención de sus memorias, a las obras realizadas en su trayectoria hasta el momento. El 24 de octubre de 1693, Bartolomé Hurtado redactó su segundo testamento, modificando algunos puntos, actualizándolo ya que habían pasado treinta años del anterior, esta vez incluye en el testamento informando de las deudas contraídas y dejó legados tanto a sus hijos como a diferentes instituciones.  
Los bienes más preciados para Bartolomé Hurtado eran sus posesiones en su Villa natal (Parla). Destacando entre ellas, una de las casas de la familia Hurtado donde él se crio con sus padres y sus hermanos, (aunque por otro lado consta que una de las casas familiares fue vendida por la madre de este, para la dote su hija María en 1649, adquiriéndola Francisco Aparicio y María Sacristán) además de su casa de recreo que dejaría en herencia a su hijo Agustín, con la condición de su mantenimiento además de respetar y mantener su escudo de armas (formado por un campo de gules con banda blanca engolada de dragantes, en la parte superior derecha se encuentran 3 panelas de oro y en la parte inferior izquierda una flor de lis de oro) y el retablo de la soledad que esta tenía. También se repartiría entre sus otros hijos un número importante de tierras de labor que tenía en la villa de Parla y otras posesiones repartidas por diferentes lugares. Por otro lado en el testamento se incluyó la historia de cómo, por su cuenta, trazó y construyó la Ermita de nuestra señora de la Soledad, con su retablo y adornos. 
Tras realizar numerosos trabajos para la nobleza madrileña de la época, ya por el año 1696 cuando murió la reina Mariana de Austria, su protectora, Bartolomé se trasladó a su villa natal, unos años después el 26 de septiembre de 1698 falleció en Parla y fue sepultado en la parroquial de la villa.

## Obras
Entre sus construcciones y rehabilitaciones más importantes están:

### Obras para la Corona
- El Pardo (Madrid).
- El Alcázar de Madrid (1675).
- El Palacio-monasterio de San Lorenzo de El Escorial.
- Las Caballerizas Reales de la Reina Madre.

### Obras para instituciones religiosas
- La Iglesia de Nuestra Señora de Gracia en Madrid.
- La Iglesia de Villaviciosa de Odón.
- El Hospital de la Inclusa en la Puerta del Sol en 1654, (ya desaparecido).
- Intervenciones en la capilla del Santo del Perdón en el Convento de Nuestra Señora del Rosario en la calle Ancha de San Bernardo, (ya desaparecido).[6]
- Ermita de Santiago (en un despoblado de Villaverde).
- Las casas de la cofradía del Santísimo Sacramento de San Martin.
- La Iglesia de nuestra señora de la Natividad de Navacerrada (Madrid).[7]
- El Convento del Sacramento.(ubicado en la calle Mayor en Madrid).[8]

### Obras para el Ayuntamiento de Madrid
- Intervenciones en el Ayuntamiento de Madrid (ala izquierda de la Casa de la Villa).
- La Cárcel de Corte de Madrid, actual Palacio de Santa Cruz.
- la Carnicería de la plazuela de San Ildefonso.
- El Corral del Príncipe obras en 1666
- El Corral de la Cruz obras en 1687.[9]

### Obras para particulares
- Casas del licenciado Bernardo de Matienzo.
- Casas en la calle de San Jacinto.
- Casas de don Francisco López de Aguilar.
- Casas de doña Ana Gómez.
- Casas de don Juan de Secada.
- Casas de don Juan de Santans y Tapia.
- Casas de doña Catalina de Escobar.
- Casas de don Francisco de Arellano de la Torre.
- Casas de José Bonilla y María Taboada.
- Casas de María Martínez.
- Casas de don Fascismo Luzón.
- Intervenciones en el palacio de los condes de Monterrey Juan Domingo de Zúñiga y Fonseca.
- El Palacio del duque de Uceda en Madrid.
- Casas de la marquesa de Villarreal.
- Casas de don Manuel de Carmona.
- Casas de don Antonio Manrique de Lara y Madera.
- Casas de don Pedro Carlos Zoalli.
- Casas de Francisco de Quincoces.
- Casas de don Alonso Martínez de Espinar.
- Casas de don Juan Felipe de Cárdenas y doña Manuela Hurtado.
- Casas de la marquesa de Santo Floro.
- Casas de don Francisco López del Portillo.
- Casas de la marquesa de Cusano.
- Casas propias en Madrid en la calle Don Felipe de Acuña.
- Casas propias en la Corredera Alta de San Pablo.

También en su villa natal, destacó con sus obras en las casas de los Señores de Parla Marqueses de Malpica, su casa de recreo y en la Iglesia de Nuestra Señora de la Asunción de Parla, donde destacaba una torre con un chapitel diseñado por el (ya desaparecido después de una remodelación de la iglesia en el Siglo XX).  
Pero sobre todo su obra más relevante en la Villa de Parla, fue cuando un grupo de pastores relatan la supuesta aparición de la Virgen de la soledad, el Excmo Ayto de Parla, encargó a su vecino la reconstrucción del antiguo templo en honor a la Virgen halla por el año 1670 aproximadamente. Bartolomé Hurtado en vez de rehabilitar y reconstruir el antiguo templo, lo rehace desde cero, construyendo la nueva Ermita de Nuestra Señora de la Soledad (Parla-Madrid), se hizo responsable de ella añadiéndole adornos y su propio retablo diseñado por el mismo, también sería responsable de la hermandad de nuestra señora de la soledad, unos años después la soledad se convertiría en la nueva patrona de la villa.

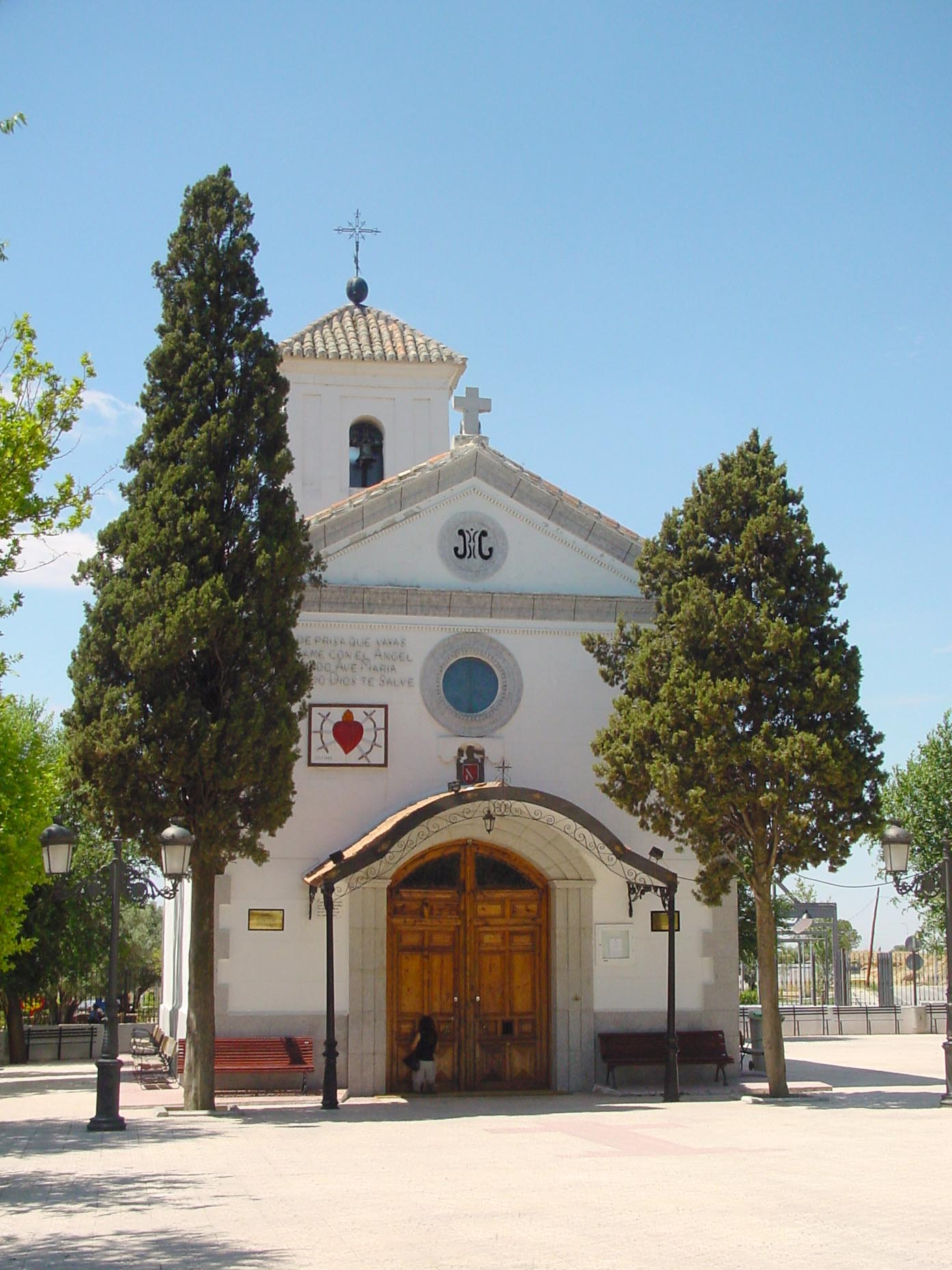
Ermita de Nuestra Señora de la Soledad (Parla).
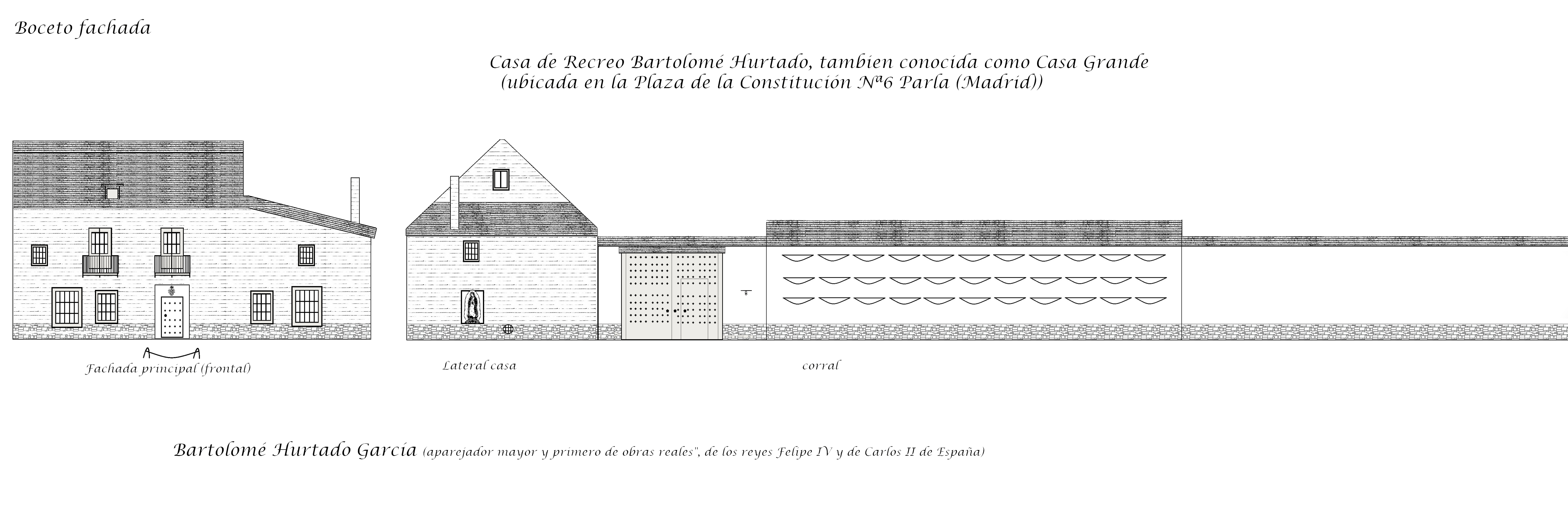
Boceto de su casa de recreo, también conocida como casa grande (Parla).

## Miembros destacados de la familia Hurtado
La familia Hurtado destaca, principalmente por tener relación en la arquitectura y obras. Algunos familiares directos de Bartolomé Hurtado serían: 
- Lucía Hurtado, prima de Bartolomé, se casa en primeras nupcias con un maestro de obras, Cristóbal Pérez,en 1638, tras enviudar, contrae matrimonio con don Juan Luis de Porras y Bonifaz, entrando así en el entorno de la nobleza.
- Ana María Fernández Hurtado, otra prima de Bartolomé, contrajo matrimonio con Cristián Renier, arquero de corps del rey.
- Juan Hurtado, también primo de Bartolomé, fue un maestro dorador.[12]

## Reconocimiento
En su villa natal (Parla) hay varias placas dedicadas a la memoria de Bartolomé Hurtado García, ya que ha sido su principal personaje ilustre, mayoritariamente como su obra más importante en el municipio fue la ermita de la soledad, se encuentran en esta zona los diferentes elementos que lo homenajean y recuerdan, en la fachada de dicha ermita se encuentra una placa conmemorativa que hace mención a Bartolomé Hurtado donde está escrito que fue obra suya, a lo alto se encuentra su escudo de época pintado de rojo que hace referencia a su familia con el apellido Hurtado, dentro de la ermita en el retablo de esta se encuentra varios escudos que lo representan, pero a diferencia del que se encuentra en la fachada, estos combinan los dos apellidos del arquitecto el escudo rojo de los Hurtado y el azul de los García, formando los dos escudos uno solo, además la calle que pasa por el lateral oeste de la ermita y que llega hasta el monumento del calvario fue denominada como C/ Bartolomé Hurtado y en el monumento del calvario en el suelo del jardín se encuentra una losa con forma del escudo Hurtado García.   
En Madrid tiene una placa dedicada a su memoria en las cercanías donde se encontraba su vivienda en Madrid.

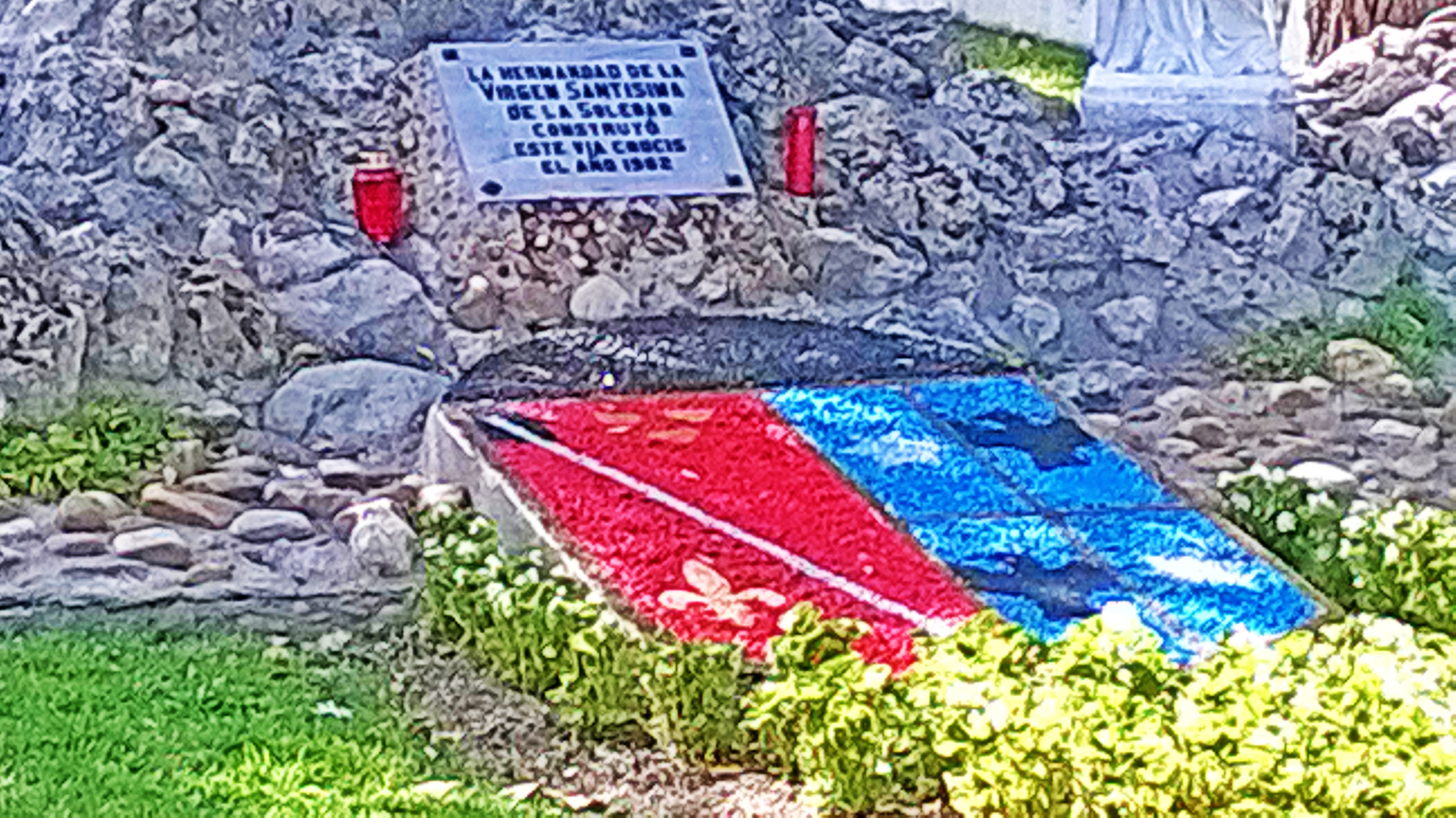
Escudo de Bartolomé Hurtado García, dentro del monumento del calvario, versión con los dos apellidos, "habitualmente se utilizaba el del apellido Hurtado al comienzo de sus obras, pero después se empezaría a utilizar el añadido de García en su escudo".
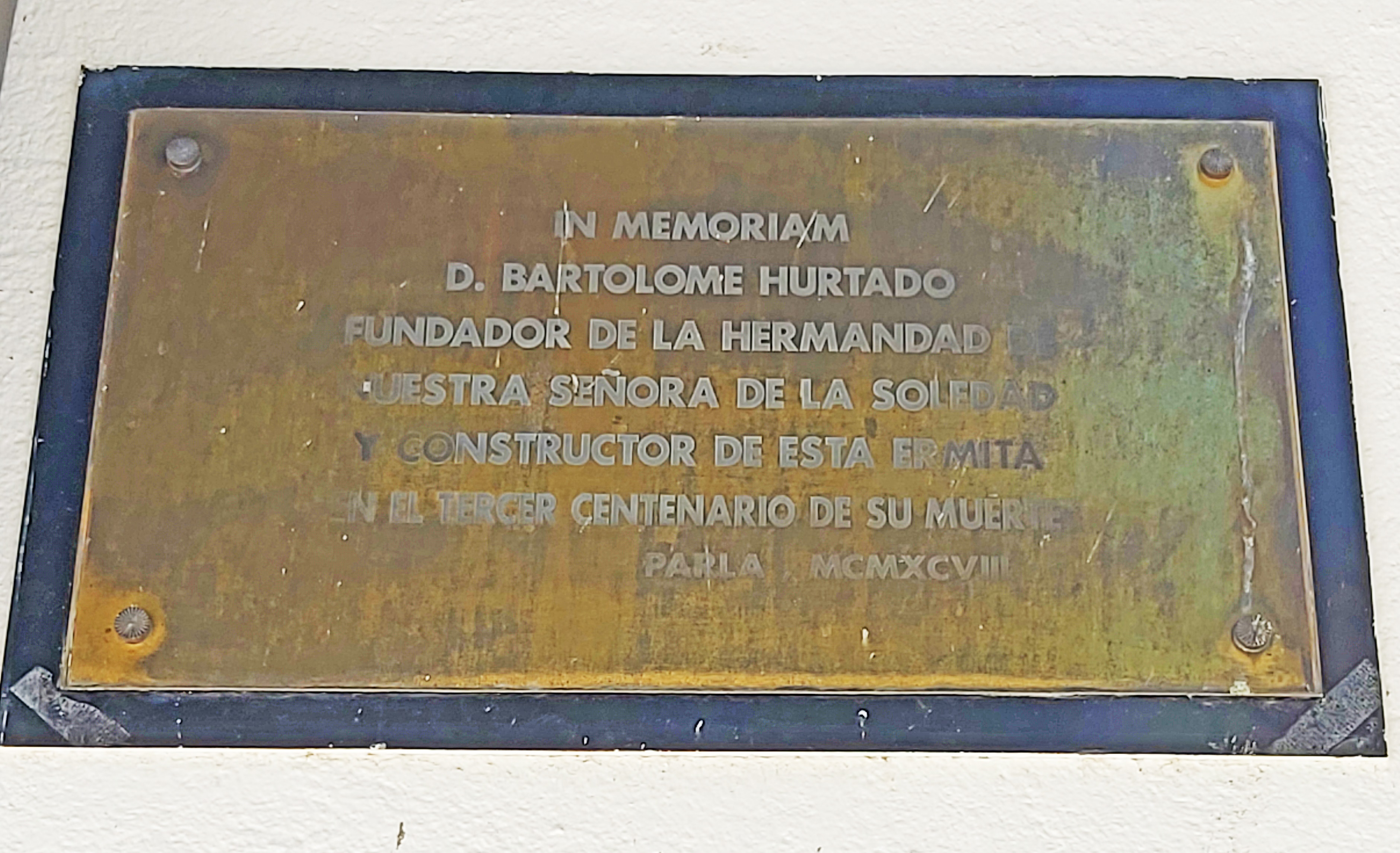
Placa tercer centenario de la muerte de Bartolomé Hurtado 1698-1998.
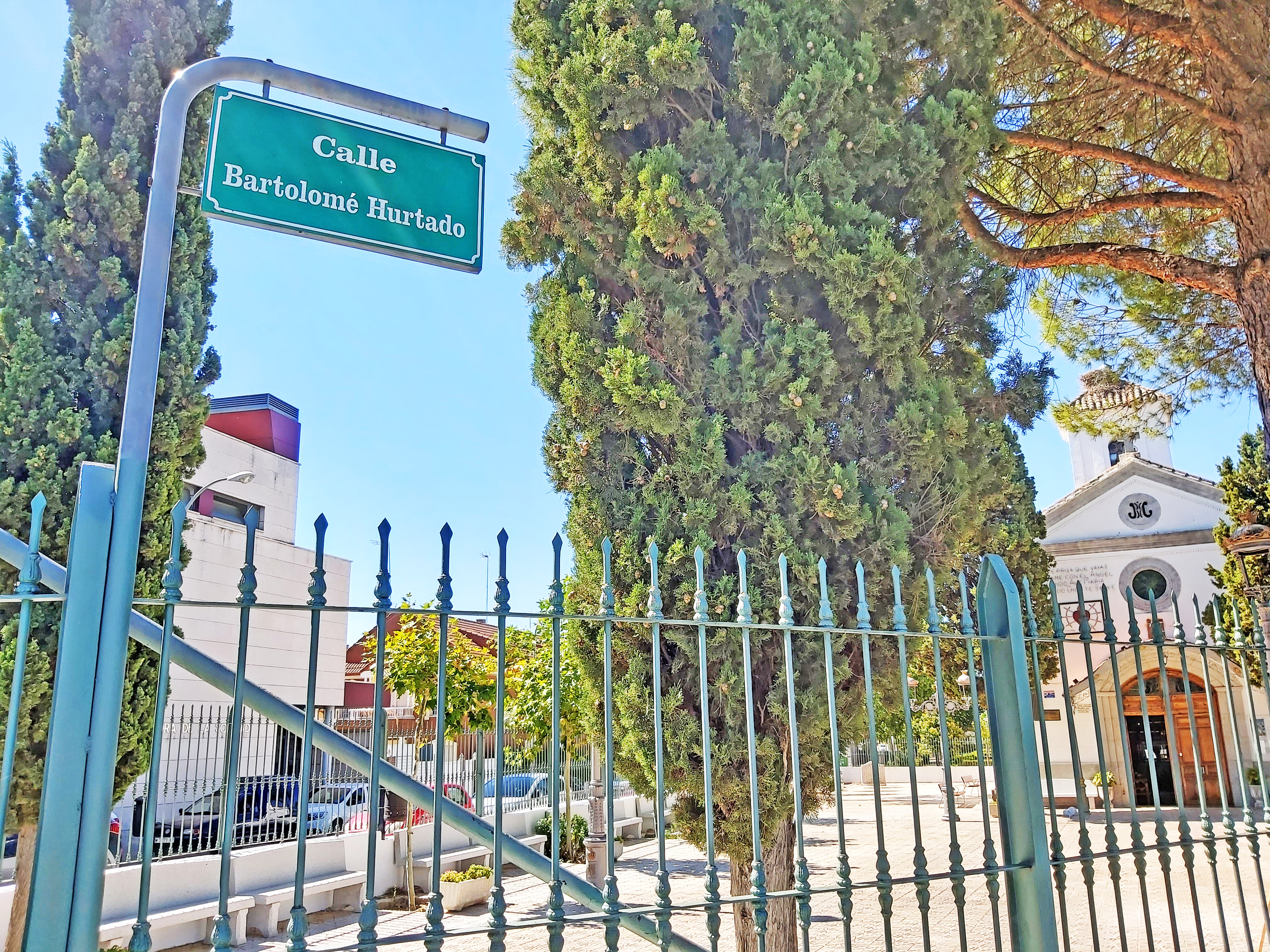
Calle Bartolomé Hurtado, junto a la ermita de Parla que él mismo reconstruyó.